# اوگنی پلاتوف
اوگنی پلاتوف (روسی: Евгений Аркадьевич Платов؛ زادهٔ ۷ اوت ۱۹۶۷) رقصنده روی یخ اهل روسیه بود. او بیشتر به دلیل همکاری با اوکسانا گریشوک از سال ۱۹۸۹ تا ۱۹۹۸ شناخته شده‌است. او با گریشوک دو بار قهرمان المپیک (۱۹۹۴، ۱۹۹۸)، چهار بار قهرمان جهان (۱۹۹۴–۱۹۹۷) و سه بار قهرمان اروپا شده‌است. ۱۹۹۶–۱۹۹۸).
با شریک قبلی النا کریکانوا، او سه بار قهرمان جوانان جهان (۱۹۸۴–۱۹۸۶) بود. او در طول دوران حرفه ای خود نماینده اتحاد جماهیر شوروی، تیم متحد و روسیه بود. از زمان بازنشستگی از مسابقات، به عنوان مربی و طراح رقص اسکیت کار می‌کند.